# Atlantic (Schiff, 1903)
Der 3-Mast-Schoner Atlantic wurde 1903 als Rennschoner (Regattayacht) für den New Yorker Millionär Wilson Marshall auf der Werft Townsend & Downey, Schooter Island, New York gebaut. Der Yacht-Konstrukteur war William Gardner.

## Abmessungen
- Länge vom Bug zum Heck: 56,43 Meter (185 Fuß, 6 Inch)
- Bugspriet: 11,25 Meter (37 Fuß)
- Länge über alles: 69,24 Meter
- Breite: 8,85 Meter (29 Fuß)
- Tiefgang: 5,50 Meter (18 Fuß)
- Verdrängung: 395 Tonnen
- Baumaterial: Stahl (für Rumpf und Masten)
- Spantenabstand: 558,8 Millimeter (20 Inch), 96 Spanten
- Antrieb: Dampfmaschine mit 400 PS, Marschgeschwindigkeit 17 Knoten
- Gewicht der Maschine: 30 Tonnen, einschließlich Wasserkessel aber ohne Kohlen
- Nebenaggregate: 2 elektrische Generatoren, Heizung, Kühlung, heißes Wasser
- Der Salon war mit Marmor und die andere Inneneinrichtung in feinstem Mahagoni ausgestattet. Es gab drei große Badezimmer (mit Badewannen) und eine große Küche.
- Segelfläche: 1.720 m² (18.500 Quadratfuß), Schoner-Takelung, diese Dimension beim Transatlantik-Rekord
- Segelmaterial: Baumwolle
- Masthöhe: 48 Meter, drei Masten
- Besatzung: 39 Mann (Offiziere und Mannschaft)

## Transatlantik-Rekord unter Segeln 1905
Im Jahr 1905 nahm der Schoner Atlantic unter dem Kommando des erfolgreichen America’s-Cup-Skippers Charlie Barr an der Transatlantik-Regatta teil und schrieb Segelgeschichte. Auf der Regattastrecke von Sandy Hook, New Jersey bis zum Leuchtturm Lizard Lighthouse (Lizard Point) an der Küste von Cornwall in England siegt sie in der Fabelzeit von 12 Tagen, 4 Stunden, 1 Minute und 19 Sekunden und gewann den Kaiserpokal, gestiftet von Kaiser Wilhelm II.
Der gebürtige Schotte Charlie Barr segelte bei dem Rekord so kompromisslos, dass er den mitsegelnden Eigner Marshall in dessen Kabine eingesperrt hatte, als dieser den Skipper bei Sturmstärke anwies, beizudrehen. Sie haben mich engagiert, um das Rennen zu gewinnen. Und genau das beabsichtige ich zu tun! soll Barr dem in Panik geratenen Marshall zugerufen haben.
Dieser Rekord für Einrumpfyachten wurde erst 100 Jahre später, im Jahr 2005, von der US-amerikanischen Yacht Mari-Cha IV bei der Rolex Transatlantic Challenge gebrochen, einer extremen Regattayacht, gebaut aus modernsten Baustoffen und bedeutend leichter als der Schoner Atlantic, der eine komplette Inneneinrichtung und eine schwere Maschine hatte (siehe oben).

## Geschichte
Während des Ersten Weltkrieges diente sie als Mutter- und Versorgungsschiff für U-Boote. Im Zweiten Weltkrieg war sie von 1941 bis 1947 ein Trainingsschiff der U.S. Coast Guard.
Ihre späteren Eigner wie der Eisenbahn- und Kohlemagnat Cornelius van der Bilt und Gerald Lambert, Eigentümer der Firma Lambert Pharmacal Cy nutzen sie als Mutterschiff während der Regatten für die Yachten Vanity und die J-Klasse-Yacht Yankee in England.
Im Januar 1982 wurde sie in Newport Harbour, Virginia (USA) abgewrackt.

## ReplikaAtlantic
Der Niederländer Ed Kastelein hat den Bauauftrag für eine Replika des Schoners Atlantic an die Werft Van der Graaf BV in Hardinxveld-Giessendam (Niederlande) erteilt (beratender Konstrukteur: Doug Peterson). Der Stapellauf erfolgte am 15. März 2008. Für die Endausrüstung und Segeltests sind zwei weitere Jahre vorgesehen.